# Sebayt
El sebayt (transcripció: sb.yt) és un gènere literari desenvolupat a l'antic Egipte. La paraula significa literalment ensenyaments o instruccions i es refereix als ensenyaments ètics i cívics que se centraven en la «forma de viure la veritat». Es representava amb un signe d'estrella, per la il·luminació metafòrica que rebria el lector. Aquests textos no mantenen una forma literària fixa, els uneix la seva finalitat: la instrucció. Es consideren els primers exemples de la literatura de gènere didàctic.

## Descripció
La majoria de sebayt es conserven en rotlles de papir que són còpies d'altres obres anteriors. Quatre exemples importants es conserven al Papir Prisse, dos rotlles de papir guardats al Museu Britànic, i en la Tauleta Carnavon, conservada al Museu d'Antiguitats Egípcies.
Aquest gènere té molt en comú amb la literatura sapiencial d'altres cultures, per exemple, amb el Llibre dels Proverbis de l'Antic Testament, que ha estat relacionat amb les Instruccions d'Amenemope.
Molts dels primers sebayt afirmen en el seu text haver estat escrits en el mil·lenni III aC, durant el Regne Antic d'Egipte, però és general l'acord que es van compondre més tard, a partir del Regne Mitjà (c. 1991-1786 aC). Aquesta atribució a autors ficticis d'un passat llunyà pretén donar als textos una major autoritat. Els autors no es presenten com a sacerdots sinó com a oficials o escribes ja grans, que comencen parlant de l'èxit de les seves vides i lleguen al seu fill l'experiència de la seva vida, donant consells per triomfar.
El sebayt va ser un gènere de llarga vida, amb noves composicions que apareixen fins i tot en l'època romana d'Egipte. Alguns dels ensenyaments, com les Instruccions d'Amenemhat (escrit c. 1950 aC) es van copiar i es van transmetre contínuament per més de 1500 anys.

## Obres més conegudes
Potser el més conegut sebayt és el que afirma haver estat escrit per Ptahhotep, el djati del faraó de la cinquena dinastia Djedkare, que rep el nom Instruccions de Ptahhotep. L'ensenyament apareix al Papir Prisse, juntament amb el final de les Instruccions de Kagemni. Un altre ben conegut es va atribuir a Dyedefhor, encara que només sobreviuen uns pocs fragments de les seves Instruccions.
Altres dos sebayt s'atribueixen a sengles governants d'Egipte. El primer d'ells es titula Ensenyaments de Jety per al seu fill Merikara, i en el document s'afirma que està escrit per Jety VII per Merikare. No obstant això, tots dos van ser faraons del molt inestable període de les dinasties novena i desena i gairebé gens se sap d'ells, sent molt probable que el text estigués compost en un període posterior.
L'altre ensenyament reial és Instruccions d'Amenemhat. Aquest prestigiós sebayt figura com escrit per Amenemhet I, el fundador de la dinastia XII, però probablement va ser compost després de la seva mort. Encara que no s'atribueix a un faraó, Instruccions als lleials incideix en les virtuts d'obediència i respecte al faraó.